# Javier Poves Gómez
Javier Poves Gómez (Madrid, 28 de setembre de 1986) és un exfutbolista espanyol que jugava com a defensa. L'últim equip on va jugar va ser el Móstoles Balompié, equip del que seria president des del 2016, reanomenant-lo a Flat Earth FC, nom que mantindria fins que abandona el club el desembre del 2020.

## Biografia
Nascut a Madrid, Poves va jugar a les categories inferior de l'Atlètic de Madrid i el Rayo Vallecano, debutant a equips de categories inferiors de la comunitat, jugant amb el Rayo Vallecano B, Las Rozas CF i CDA Navalcarnero. El 2008 va fitxar pel Real Sporting de Gijón, sent assignat a l'equip filial en Segona B.
Poves va fer la primera i última aparició amb el primer equip de l'Sporting el 21 de maig de 2011, jugant en un partit de Primera sense gols davant l'Hèrcules, en l'últim partit de la temporada, com a substitut de David Barral en la segona part. En finalitzar la temporada, va retirar-se del futbol, amb 24 anys.
En l'etapa sportinguista, va oposar-se a que li ingressaren els diners a un compte bancari, va retornar un cotxe que el club regalava als jugadors i es va retirar en agost de 2011 al·legant motius de consciència. Allò li va valdre ser considerat un futbolista antisistema, dedicant-se a viatjar com a rodamón, visitant llocs com Cuba, Veneçuela, Sibèria o Iran. Va considerar que les propostes del 15M eren insuficients, massa moderades.
Poves va tornar al futbol el 12 de juliol de 2014, signant amb el San Sebastián de los Reyes de Tercera Divisió. Dos anys més tard va fitxar pel Móstoles Balompié, esdevenint president de l'equip i assolint cobertura mundial en defensar les tesis de la Terra plana, i rebatejant l'equip com el Flat Earth FC.